# Five Points (Caroline du Nord)
Pour les articles homonymes, voir Five Points.
Five Points est une census-designated place américaine située dans le comté de Hoke dans l'État de Caroline du Nord. En 2010, sa population était de ?habitants.

## Démographie
| 2000 | 2010 | - | - | - | - |
| ---- | ---- | - | - | - | - |
| 306  | 689  | - | - | - | - |

## Source de la traduction
- (en) Cet article est partiellement ou en totalité issu de l’article de Wikipédia en anglais intitulé « Five Points, North Carolina » (voir la liste des auteurs).